# افیرم هلدینگ
افیرم هلدینگ (انگلیسی: Affirm Holdings) شرکت خدمات مالی آمریکایی است، که در سال ۲۰۱۲ توسط مکس لوچین تأسیس شد.